# Movimiento para la Autodeterminación de la Isla de Bioko
El Movimiento para la Autodeterminación de la Isla de Bioko (MAIB) es una organización política ecuatoguineana clandestina fundada en 1993 que tiene como finalidad el reconocimiento de la autonomía del pueblo bubi en su territorio tradicional de la isla de Bioko, si bien el partido político bubi tradicional es la Unión Bubi. Las autoridades de Guinea Ecuatorial prohíben cualquier actividad de este movimiento. Sus principales representantes son Weja Chicampo y Justo Bolekia Boleká.

## Historia

### Antecedentes
Su origen está en la Unión Bubi, que en los tiempos de la colonización española pretendía una administración para la isla de Bioko diferente de la de Río Muni, donde predominaban los fang. Como fechas precursoras de este movimiento cabe destacar las reuniones del 27 de agosto de 1964 en Baney y la del 18 de agosto de 1966 en Rebola, en las que se plantean las posiciones nacionalistas por parte de Edmundo Bossio, Aurelio Nicolás Itoha y Luis Maho Sicahá. 
Tras la independencia de Guinea Ecuatorial, bajo la dictadura de Francisco Macías Nguema (1968-1979), casi todos los políticos y activistas bubis fueron asesinados o marcharon al exilio y cualquier aspiración de autonomía fue eliminada. Teodoro Obiang Nguema Mbasogo (presidente desde 1979), un fang de la misma familia que Macías, al que derrocó, pero sin instaurar un régimen democrático, continuó la represión de movimientos considerados separatistas.

### Fundación
El MAIB hizo su aparición pública en 1993 y tiene el apoyo de los líderes tradicionales bubis y parte de la población bubi de Bioko y del exilio, localizada sobre todo en España.
La violenta reacción del gobierno después de los hechos del 21 de enero de 1998, en los que los bubis de Bioko buscaron una forma de autonomía del centralismo de Obiang, destruyó cualquier esperanza y voluntad, siendo los implicados torturados y asesinados en Black Beach y en el campamento de Rabat, en Malabo. Un cuento preciso de como se desarrollaron los hechos se encuentra en la novela "OKIRI" por Franco Lelli, testigo de los maltratos en Malabo.
En agosto de 1998 participó en el llamado "Pacto Democrático General para la Reconciliación Nacional, Gobernabilidad y Estabilidad Política de Guinea Ecuatorial", junto a la Convergencia para la Democracia Social (CPDS), Acción Popular de Guinea Ecuatorial (APGE) y el Partido de la Coalición Democrática de Guinea Ecuatorial (PCD).
En enero de 2005, participó en la creación de la coalición Demócratas por el Cambio para Guinea Ecuatorial.
En 2018 el MAIB participó en la firma de la "Propuesta de Ley para la Transición Democrática en Guinea Ecuatorial" junto a la Coalición CORED, la Acción Popular de Guinea Ecuatorial (APGE), la Unión Popular (UP) y el Partido del Progreso de Guinea Ecuatorial (PPGE).